# Aeroportul Rumjatar
Aeroportul Rumjatar (IATA: RUM, ICAO: VNRT) este un aeroport din Eastern Development Region⁠(d), Nepal ce deservește zona Rumjatar⁠(d). Aeroportul a fost tranzitat în 2019 de 805 pasageri. A fost numit după zona deservită.
Situat la o altitudine de 1.372 m, aeroportul dispune de o singură pistă.